# Barcelonazo
El Barcelonazo fue un intento de golpe de Estado en contra el gobierno del presidente Rómulo Betancourt ocurrido en el cuartel Pedro María Freites, ubicado en la ciudad de Barcelona, Estado Anzoategui el 26 de junio de 1961.

## Antecedentes
La conspiración militar había sido descubierta un mes antes del alzamiento, ya el 30 de mayo varios de los implicados habían sido arrestados por el gobierno.

## Hechos
Los militares tomaron en armas las instalaciones del Cuartel Pedro María Freites y del Batallón de Fusileros Mariño en la madrugada, pero no contaron con el respaldo de otros componentes. El gobierno retomó el control y el movimiento fue derrotado. Para las 10:00 de la mañana los militares principales fueron detenidos.

## Consecuencias
La acción dejó un saldo de 30 personas fallecidas, más de 50 heridas y más de 100 fueron detenidas. Posteriormente se suscitaron otros movimientos en Ciudad Bolívar y en La Guaira, este último conocido como el Guairazo, pero fracasaron y sus líderes también fueron detenidos.